# Bertha van Frankrijk
Bertha van Frankrijk (779-826), ook gekend als Bertha van het Heilig Roomse Rijk, was een dochter van Karel de Grote, koning der Franken.

## Leven
Bertha werd samen met haar broers en zussen opgevoed aan het koninklijk hof, waar Karel de Grote al zijn kinderen liet onderwijzen door privéleraars. Een aanbod van Offa, koning van Mercia, om Bertha te laten huwen met zijn zoon Ecgfrith leidde ertoe dat Karel de Grote zijn relaties verbrak met Brittannië en Britse schepen verbande van zijn havens in het jaar 790.
Net als haar zusters is Bertha nooit officieel gehuwd. Men speculeert dat Karel de Grote niet wilde dat zijn dochters huwden omwille van strategische redenen, hij vreesde politieke rivaliteit van hun potentiële echtgenoten. Bertha had een langdurige relatie met Angilbert, een Frankische edelman, met wie ze twee zonen kreeg. Over de ene zoon Hartnid is weinig geweten, de andere, een historicus genaamd Nithard, was abt van de Abdij van Saint-Riquier. Angilbert beëindigde zijn relatie met Bertha en trad in een klooster waar hij abt van Sint-Riquier werd, volgens een biografie die geschreven is door zijn zoon Nithard. Angilbert bleef hoe dan ook een belangrijke adviseur van Karel de Grote. De kinderen van Bertha en Angilbert werden opgevoed aan het koninklijke hof. Nithard was een befaamd soldaat en politicus aan het hof van Karel de Kale van Frankrijk.
Bertha werd vaak geprezen om haar appreciatie voor poëzie.
Karel de Grote werd opgevolgd door zijn zoon Lodewijk de Vrome, die zijn zussen verbande naar de kloosters die ze erfden van hun vader.

## Voortleven in de cultuur
In 1637 wijdde Jacob Cats in zijn Trou-ringh een hoofdstuk aan het verhaal van Bertha en Angibert. Trou-ringh  is een groot leerdicht in vier delen, met veel verhalen op rijm. Het is een vervolg op Houwelick. Deel I bevat o.a. Adam en Eva, deel II het verhaal van de Griekse filosofen Crates en Hipparchia en deel III Emma en Eginard, onder de titel De man-dragende Maeght.